# Pađene
Pađene falu Horvátországban Šibenik-Knin megyében. Közigazgatásilag Ervenikhez tartozik.

## Fekvése
Knintől légvonalban 9, közúton 13 km-re északnyugatra, községközpontjától légvonalban 12, közúton 37 km-re keletre, Dalmácia északi-középső részén, Bukovica területén, a Debelo Brdo alatt, a Zrmanja felső folyásától délre fekszik. Rajta halad át a Likából Kninre vezető főút és a Knin – Pribudić vasútvonal is. Két nagyobb részre oszlik Pađene és Ilić településrészekre.

## Története
A legenda szerint nevét római erődjéről, Pazinatiumról kapta. Ezt a hagyományt több környékbeli régészeti lelet is erősíteni látszik. Ezek egyike egy Kaštel Sućuracon talált római felirat, amely négy municipium nevét tartalmazza, melyek között „Pazinatium” neve is szerepel, melyet már a neves horvát történész és régész Frane Bulić Pađenével hozott kapcsolatba tekintettel arra, hogy Plinius is megemlíti „civitas Pasini” néven mint a Liburnia, Japodia és Dalmácia határán fekvő várost. A római város közelségére utal, hogy a szomszédos Oćestova területén római pénzek, vízvezeték maradványai és több más lelet került elő. A pađenei templomnál is előkerült két virágmintás faragott fríz és pilaszter melyek szintén római épületekhez tartoztak.
Pađene középkori lakossága alapvatően katolikus volt, még ők építették 1456-ban a Szent György templomot is. A szerbek betelepülése a 16. század elején kezdődött. Knin környékén már 1511-ben nagy számú szerb lakosság érkezett, majd főként Bosznia és Hercegovina területéről 1523 és 1527 között Dalmácia területére is sok szerb települt. Feltételezhető, hogy a 17. század első felében a térség lakosságának többsége még katolikus volt. A 17. században a faluba pravoszláv csoportok is települtek. B. Desnica említi a kotari uszkókokról írt művében, hogy 1692-ben a boszniai Bilajból új lakosok érkeztek, mintegy ötezer fő települt több bukovicai falu, Plavno, Zrmanju, Pađene, Oton és Mokro Polje területére. A következő századokban a környező falvak lakossága már mind pravoszláv többségű volt. A kandiai háború idején lerombolt katolikus templomokat mind pravoszlávok vették át és saját hitük szerint alakították át. Így történt ez a helyi Szent György templommal is, mely egyes fennmaradt részletei alapján eredetileg gótikus stílusban épült a középkorban. A településnek 1857-ben 450, 1910-ben 756 lakosa volt. Az első világháború után előbb a Szerb-Horvát-Szlovén Királyság, majd Jugoszlávia része lett. 1991-ben már csaknem teljes lakossága (több mint 98 százalék) szerb nemzetiségű volt. Lakói még ez évben csatlakoztak a Krajinai Szerb Köztársasághoz. A horvát hadsereg 1995 augusztusában a Vihar hadművelet során foglalta vissza a települést. Szerb lakói elmenekültek. A településnek magának 2011-ben 175 lakosa volt.

## Lakosság
| Lakosság változása | Lakosság változása | Lakosság változása | Lakosság változása | Lakosság változása | Lakosság változása | Lakosság változása | Lakosság változása | Lakosság változása | Lakosság változása | Lakosság változása | Lakosság változása | Lakosság változása | Lakosság változása | Lakosság változása | Lakosság változása |
| ------------------ | ------------------ | ------------------ | ------------------ | ------------------ | ------------------ | ------------------ | ------------------ | ------------------ | ------------------ | ------------------ | ------------------ | ------------------ | ------------------ | ------------------ | ------------------ |
| 1857               | 1869               | 1880               | 1890               | 1900               | 1910               | 1921               | 1931               | 1948               | 1953               | 1961               | 1971               | 1981               | 1991               | 2001               | 2011               |
| 450                | 499                | 526                | 626                | 725                | 756                | 725                | 845                | 785                | 780                | 795                | 686                | 566                | 561                | 160                | 175                |

## Nevezetességei
- Szent György vértanú tiszteletére szentelt szerb pravoszláv temploma 1456-ban épült, 1937-ben egy tűzvészt követően megújították. Egyhajós, keletelt épület meghosszabbított félköríves apszissal, homlokzata felett harangtoronnyal. Ikonosztáza az újvidéki Nikola Ivković munkája.
- A falu fehér boráról, a népszerű žutináról ismert, melyből a hagyomány szerint Tito is ivott.